# Eje de la Exposición de 1929 en Montjuic

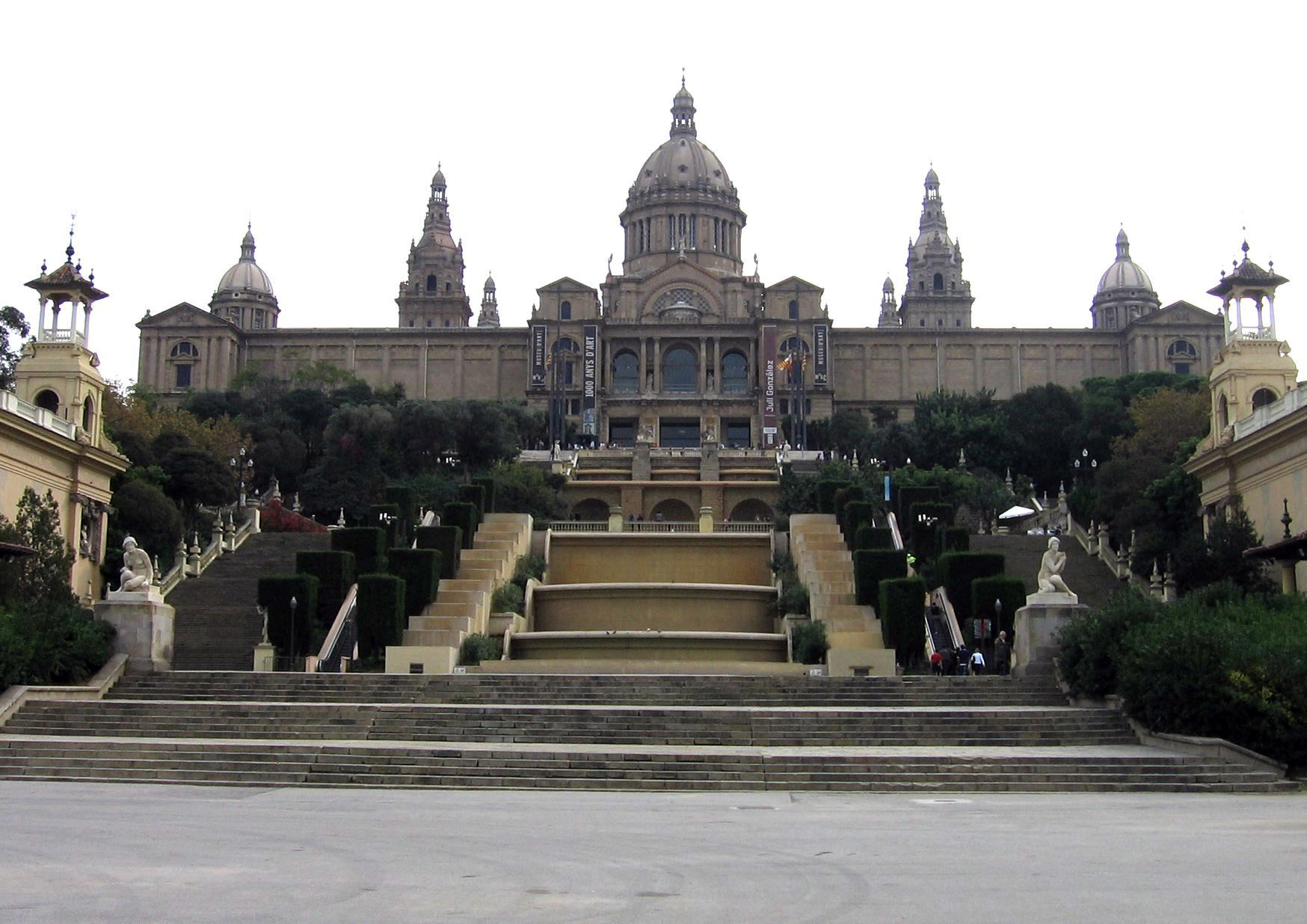
Eje de la Exposición de 1929 en Montjuic.

El eje de la Exposición de 1929 en Montjuïc es un conjunto monumental situado entre la plaza de España y el Palacio Nacional, en la montaña de Montjuïc, Barcelona (distrito de Sants-Montjuïc). Realizado como eje principal del recinto de la Exposición Internacional celebrada en 1929, comprende un conjunto de elementos arquitectónicos, como escalinatas, jardines y un mirador, y ornamentales, como fuentes, cascadas y esculturas, situado a lo largo de una sucesión de diversas vías públicas: plaza de España, avenida de la Reina María Cristina, plaza de Carles Buïgas, plaza de Josep Puig i Cadafalch, plaza de las Cascadas, paseo de Jean C. N. Forestier y mirador del Palacio. Obra de los arquitectos Josep Puig i Cadafalch y Guillem Busquets y del ingeniero Carles Buïgas, en la decoración escultórica trabajaron diversos artistas, como Josep Llimona, Frederic Marès y Antoni Parera. El conjunto de escaleras, mirador y esculturas está inscrito como Bien Cultural de Interés Local (BCIL) en el Inventario del Patrimonio Cultural catalán con el código 08019/3070.

## Historia y descripción

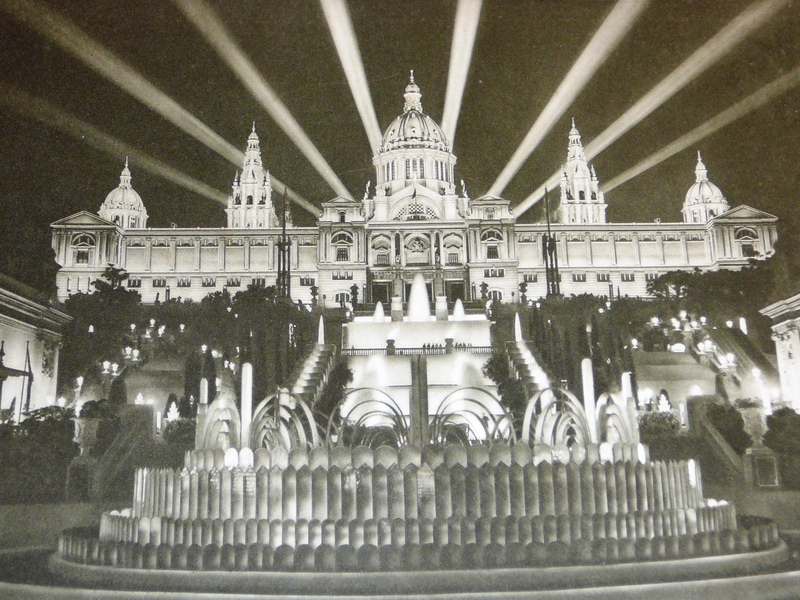
Vista del Palacio Nacional (1929).

La Exposición Internacional tuvo lugar del 20 de mayo de 1929 al 15 de enero de 1930, celebrada en la montaña de Montjuïc, en un recinto de 118 ha. Tuvo un coste de 130 millones de pesetas. Para este acontecimiento se urbanizó toda la zona de la plaza de España, y se construyeron los pabellones que acogen actualmente la Feria de Barcelona. Además del recinto ferial, la muestra dejó numerosos edificios e instalaciones, algunos de los cuales se han convertido en emblemas de la ciudad, como el Palacio Nacional, la Fuente Mágica, el Teatro Griego, el Pueblo Español y el Estadio Olímpico.
La Exposición supuso un gran desarrollo urbanístico para Barcelona, así como la consolidación del novecentismo, un estilo artístico de corte clasicista que sustituyó al modernismo preponderante en Cataluña durante la transición de siglo; además, supuso la introducción en España de las corrientes de vanguardia internacionales, especialmente el racionalismo, a través del Pabellón de Alemania de Ludwig Mies van der Rohe.

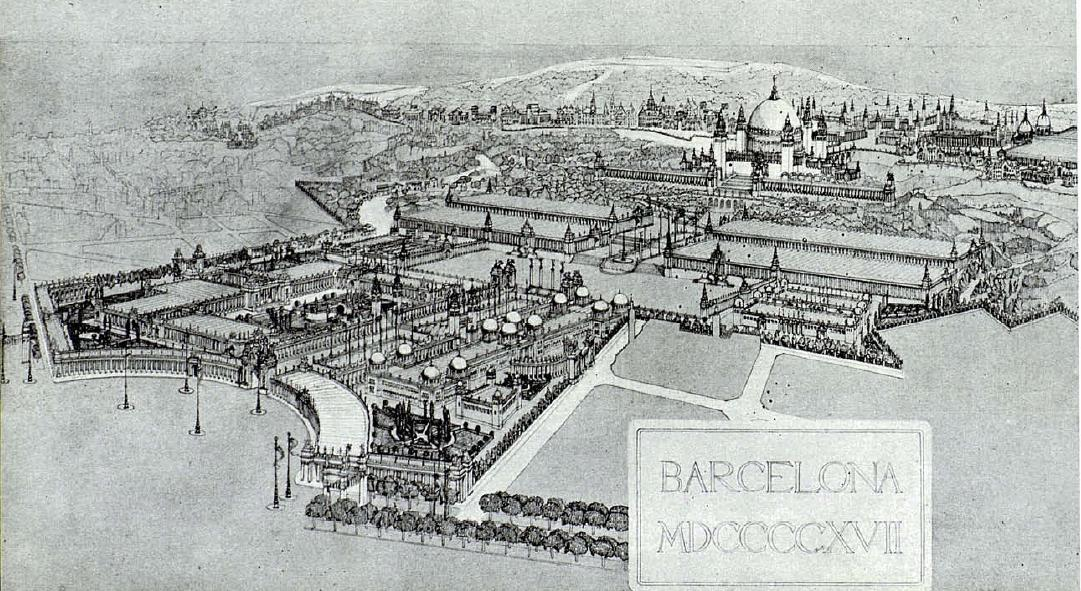
Proyecto de urbanización de Montjuïc de Puig i Cadafalch (1917).

En Barcelona se guardaba un grato recuerdo de la Exposición Universal de 1888, que supuso un gran avance para la ciudad en el terreno económico y urbanístico, así como la remodelación del parque de la Ciudadela. Por eso se proyectó una nueva exposición para dar a conocer los adelantos tecnológicos y proyectar la imagen de la industria catalana en el exterior. La idea comenzó a gestarse en 1905, promovida por el arquitecto Josep Puig i Cadafalch, como una forma de llevar a cabo el nuevo Plan de Enlaces diseñado por Léon Jaussely. En 1915 se presentó un primer anteproyecto, a cargo de Puig i Cadafalch y Guillem Busquets. Prevista inicialmente para 1917, la exposición se retrasó debido a la Primera Guerra Mundial. Aun así, ese año comenzaron los trabajos de urbanización de la montaña de Montjuïc, a cargo del ingeniero Marià Rubió i Bellver, con un proyecto de ajardinamiento de Jean-Claude Nicolas Forestier, que contó con la colaboración de Nicolau Maria Rubió i Tudurí. Se construyó un funicular para acceder hasta lo alto de la montaña, así como un transbordador aéreo para acceder a la misma desde el puerto de Barcelona. Las obras se finalizaron en su mayor parte en 1923, aunque la instauración ese año de la dictadura de Primo de Rivera postergó la celebración del evento, que finalmente se produjo en 1929, coincidiendo con la Exposición Iberoamericana de Sevilla. El director de las obras en su tramo final fue Pere Domènech i Roura, ya que Puig i Cadafalch fue relegado por la dictadura debido a su filiación catalanista. La Exposición fue inaugurada por el rey Alfonso XIII el 19 de mayo de 1929.

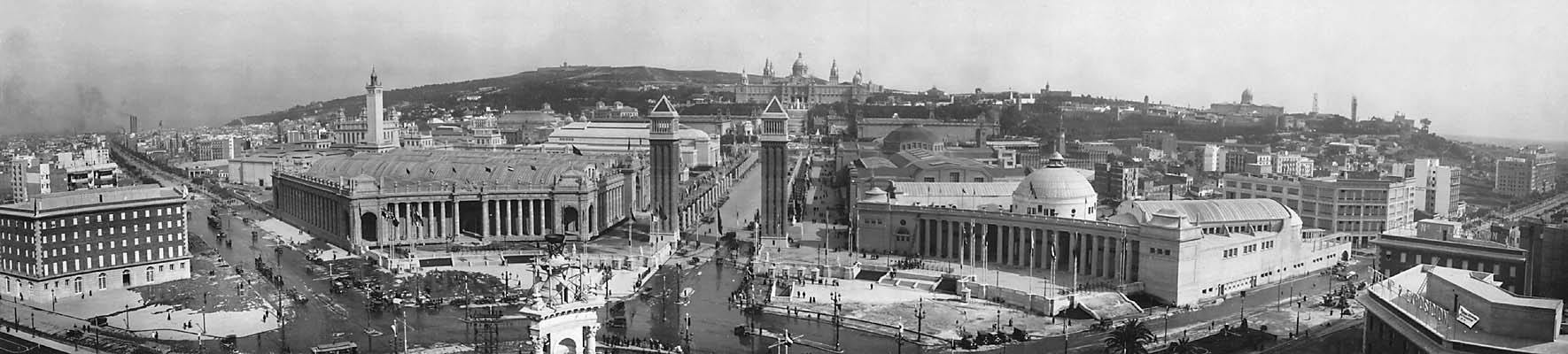
Recinto de la Exposición.

El recinto de la Exposición comenzaba en la plaza de España, donde se construyeron cuatro grandes hoteles para los visitantes, pasando por la avenida de América (actual avenida de la Reina María Cristina), donde se ubicaban los grandes edificios de la Exposición, hasta el pie de la montaña, donde se situó la Fuente Mágica, flanqueada por los palacios de Alfonso XIII y Victoria Eugenia; de aquí partía una escalinata que conducía al Palacio Nacional, la obra más monumental de la Exposición. La avenida de la Reina María Cristina se decoró con surtidores de agua y columnas de vidrio iluminadas por luz eléctrica, obra de Carles Buïgas, que causaron una gran sensación. A ambos lados de la avenida se encontraban los edificios principales de la Exposición: el Palacio del Vestido, el Palacio de Comunicaciones y Transportes y el Palacio de la Metalurgia, Electricidad y Fuerza Motriz; dicho conjunto arquitectónico constituye actualmente la Feria de Muestras de Barcelona. Junto a la avenida se encontraba la plaza de la Mecánica (actualmente del Universo), en cuyo centro se situaba la Torre de la Luz, una fuente luminosa (Jardín de Agua-Luz), obra de Buïgas, y la escultura El forjador, de Josep Llimona.
En el emplazamiento de la Fuente Mágica se construyeron en primer lugar cuatro columnas de estilo jónico que simbolizaban la bandera catalana, obra de Puig i Cadafalch, pero el dictador Primo de Rivera las mandó derribar por su vinculación al catalanismo. Con el restablecimiento de la democracia surgieron diversas voces que proponían reconstruir las columnas, proyecto que se llevó a cabo entre 2010 y 2011 por el equipo de arquitectos Rosselló-Sangenís, un poco más arriba de su emplazamiento original.

## Elementos ornamentales
El eje principal de la Exposición fue decorado con numerosas esculturas, relieves, fuentes y elementos ornamentales, como jarrones y balaustradas, además de las cascadas de agua y los elementos de jardinería. Sin embargo, una buena parte de las esculturas, la mayoría de aire clásico y que representaban guerreros, ninfas o personajes mitológicos, fueron retiradas en los años 1980 debido a su mal estado de conservación. Los elementos que aún se conservan en su emplazamiento original son: 
| Nombre                             | Autor                                                                                                 | Material                        | Dimensiones                                                             | Descripción | Foto |
| ---------------------------------- | --- | ------------------------------- | ----------------------------------------------------------------------- | --- | ---- |
| Fuente de la Plaza de España       | Josep Maria Jujol (arquitectura), Miguel Blay, Frederic Llobet, Miquel Oslé y Llucià Oslé (escultura) | Piedra, mármol, hierro y bronce | 25 x 33 m                                                               | En la entrada a la Exposición se colocó una fuente monumental diseñada por Josep Maria Jujol, con una ornamentada decoración escultórica obra de Miguel Blay, Frederic Llobet y los hermanos Miquel y Llucià Oslé. De inspiración clásica, el sentido iconográfico de la obra representa una alegoría poética a España, según el programa establecido por Jujol. Sobre un estanque de planta triangular se sitúa un edículo con tres nichos con grupos escultóricos que simbolizan los ríos que desembocan en los tres mares que rodean la península ibérica: el Ebro para el mar Mediterráneo, el Guadalquivir y el Tajo para el océano Atlántico y unas figuras de adolescentes para los ríos del mar Cantábrico, todos ellos obra de Blay. En los vértices del estanque se hallan tres grupos que representan los frutos y dones de las aguas: la Abundancia, la Salud Pública y la Navegación, obra de los hermanos Oslé. Alrededor del cuerpo central se encuentran tres columnas corintias con diversas figuras y emblemas que simbolizan la Religión (una cruz con Ramon Llull, Santa Teresa de Jesús y San Ignacio de Loyola), el Heroísmo (una espada con Don Pelayo, Jaime I de Aragón e Isabel la Católica), y las Artes (un libro con Ausiàs March y Miguel de Cervantes), todo ello diseñado por Jujol. Remata la obra un pebetero de fuego con tres Victorias, obra en bronce del escultor Frederic Llobet. Por otro lado, al pie del monumento se sitúan seis cartelas con la inscripción en latín Senatus Populusque Barcinonensis (Senado y Pueblo de Barcelona), en imitación del SPQR romano. |      |
| Mujer con niño                     | Carles Ridaura                                                                                        | Piedra                          | 2,64 x 0,60 x 0,60 m                                                    | Formaba parte de un conjunto de cuatro esculturas situado en una balaustrada a los pies de las torres venecianas de la plaza de España, que incluía las Artes y la Industria de Ridaura, el Comercio de Enric Monjo y el Deporte de Josep Viladomat. Esta balaustrada fue eliminada en los años 1970 durante una reurbanización de la plaza debido a las obras del metro, y junto a ella desaparecieron las estatuas; tan solo se conservó una, la de las Artes —también llamada Mujer con niño—, trasladada en 1985 a un lugar cercano, en la avenida del Paralelo cerca de la esquina con la calle de Lérida. Es una obra realista, que más parece representar una maternidad que una alegoría del arte. |      |
| El forjador                        | Josep Llimona                                                                                         | Bronce                          | 2,60 x 0,86 x 0,86 m                                                    | Situada en la plaza del Universo, esta obra se elaboró partiendo de un original de 1914, del que se efectuó también un modelo en piedra que se situó en la plaza de Cataluña, dentro de un conjunto de esculturas colocado también para la celebración de la Exposición. Esta pieza se colocó ya en 1930, durante el transcurso del certamen, como homenaje a los trabajadores de la Exposición. También hay otra réplica en bronce en el vestíbulo de la Escuela del Trabajo. La estatua representa un obrero con el pecho desnudo y un delantal que le cubre la parte inferior del cuerpo, y que sostiene en sus manos un martillo y un cincel. El estilo dado a la figura es naturalista, con una clara influencia del escultor belga Constantin Meunier. |      |
| Relieves de la plaza Carles Buïgas | Antoni Parera                                                                                         | Piedra arenisca                 | 1,15 x 4,04 x 0,11 m (meridional), 1,12 x 3,98 x 0,10 m (septentrional) | En las paredes laterales de las escaleras que conducen a la Fuente Mágica se colocaron dos relieves alegóricos de las glorias, con una compleja iconografía que alude a la historia mediterránea y catalana, conectando el pasado con el presente, a través de diversas figuras alegóricas: el comercio, la navegación, la industria, el conocimiento científico, el pensamiento, el trabajo, la luz de la verdad y de la ciencia, el laurel de la victoria y la alada Iris, mensajera de los dioses. |      |
| Fuente Mágica de Montjuic          | Carles Buïgas                                                                                         | Piedra, agua, sonido y luz      | 5,75 x 75,62 x 60,07 m                                                  | Entre la plaza de España y el Palacio Nacional se situó la Fuente Mágica de Montjuic, obra de Carles Buïgas, que asombró al público por su fantástico juego de luces y surtidores de agua. Aún hoy es una obra emblemática de la capital catalana, donde suelen celebrarse espectáculos piromusicales en las fiestas de la Merced. Es de forma elipsoidal, formada por tres estanques concéntricos a distintos niveles, con 65 m de diámetro en su parte más ancha. Tiene treinta juegos de agua diferentes, con sus correspondientes coloraciones graduales, basadas en cinco colores: amarillo, azul, verde, rojo y blanco. Su motor de cinco bombas y 1100 caballos de potencia hace brotar 2600 litros de agua por segundo. Por sus juegos de luces en movimiento fue una obra precursora del arte cinético, aunque en aquel momento se le llamó «lumiartécnica». |      |
| La Mañana                          | Georg Kolbe                                                                                           | Bronce                          | 1,63 x 0,87 x 0,75                                                      | Esta escultura está situada en el Pabellón de Alemania, obra de Ludwig Mies van der Rohe, uno de los edificios más celebrados de la Exposición que, aunque derribado tras la misma, fue reconstruido en 1986, fecha en que se colocó nuevamente la escultura. Esta obra formaba pareja con otra del mismo escultor titulada Noche, realizadas ambas para decorar una promoción de viviendas subvencionada por la Compañía de Tranvías de Berlín en 1925. La obra agradó a Mies van der Rohe, quien la escogió para su pabellón. Enmarcado en el expresionismo, Kolbe tenía predilección por la representación de la figura humana, característica derivada de la influencia de su principal referente, el escultor francés Auguste Rodin. La escultura es una representación alegórica de la Mañana, en forma de mujer desnuda con los brazos alzados para protegerse de los rayos del sol. Situada sobre una peana, la obra se encuentra en un estanque cuya superficie refleja la silueta de la escultura, lo que enfatiza el conjunto. |      |
| Las Flores                         | Josep Llimona                                                                                         | Mármol                          | 3,65 x 2,06 x 2,22 m                                                    | En la plaza de Josep Puig i Cadafalch (anteriormente del Marqués de Foronda), pasada la Fuente Mágica y las Cuatro Columnas reconstruidas en 2010, se colocaron dos esculturas de Josep Llimona, una a cada lado de la plaza y sobre unos altos pedestales. Las Flores es una figura femenina desnuda, sentada con una rodilla apoyada en el suelo y la otra sobre la otra pierna, con los brazos cerrados sobre un hombro sosteniendo unas flores. |      |
| Sedente                            | Josep Llimona                                                                                         | Mármol                          | 3,57 x 2,06 x 2,22                                                      | La segunda de las figuras de Llimona de la plaza de acceso a las escalinatas del Palacio Nacional es otra figura femenina desnuda, también sentada y con el brazo derecho apoyado en la pierna del mismo costado, mientras que el izquierdo se apoya en el podio sobre el que se sienta. Ambas figuras responden a modelos tratados por el artista con asiduidad, que siguen un canon de belleza de aspecto mediterráneo frecuentemente cultivado en esta época por los artistas novecentistas. |      |
| Sileno bailando                    | Talleres Lena                                                                                         | Resina con fibra de vidrio      | 4,27 x 1,34 x 1,34 m                                                    | En las escalinatas de acceso al Palacio Nacional hay cuatro esculturas realizadas por los Talleres Lena, una empresa dedicada a la reproducción de esculturas clásicas fundada por el italiano Alberto Lena. Las obras originales fueron sustituidas en 1992 por unas copias realizadas en resina, obra de Salvador Mañosa. En esta obra se representa a Sileno, un sátiro dios de la embriaguez, representado desnudo con una hoja de parra en el vientre, con las piernas cruzadas y un brazo alzado, como en actitud de bailar. |      |
| Doríforo                           | Talleres Lena                                                                                         | Resina con fibra de vidrio      | 4,18 x 1,34 x 1,34 m                                                    | Junto al Sileno bailando, esta obra se encuentra al inicio de la escalinata, junto a una hilera de cipreses paralela a las escaleras. Representa a un joven guerrero «portador de lanza» (tal como significa doríforo en griego), desnudo y en posición de contrapposto, de complexión musculosa y aspecto sereno y equilibrado, un fiel reflejo del kouros clásico griego. |      |
| Amazona                            | Talleres Lena                                                                                         | Resina con fibra de vidrio      | 3,99 x 1,34 x 1,34 m                                                    | Las otras dos figuras, Amazona y Guerrero, se encuentran en el tramo final de las escaleras, sobre la gran cascada que se precipita al estanque de la plaza de las Cascadas. Aquí se representa una mujer guerrera, una amazona, reconocible por su indumentaria y su actitud beligerante. |      |
| Guerrero                           | Talleres Lena                                                                                         | Resina con fibra de vidrio      | 4,33 x 1,34 x 1,34 m                                                    | El compañero de la amazona es otro guerrero, representado desnudo aunque portando un escudo y un casco, de complexión musculosa y detallada anatomía, situado en posición de contrapposto. |      |
| El Agua                            | Frederic Marès                                                                                        | Piedra                          | 3,29 x 3,70 x 1,98 m                                                    | Las dos últimas figuras, situadas en el mirador del Palacio Nacional, son obra de Frederic Marès. Son alegorías del agua y la tierra, ambas en posición sedente, de grandes dimensiones. El Agua es una figura masculina de aspecto hercúleo, en forma de dios-río apoyado sobre un jarrón del que mana el agua, con una actitud serena y paternal. |      |
| La Tierra                          | Frederic Marès                                                                                        | Piedra                          | 3,45 x 3,82 x 1,98 m                                                    | La pareja de la anterior es la Tierra, una figura femenina desnuda, con un velo que le cubre el vientre y que recoge con la mano izquierda a su espalda. Está reclinada sobre un lecho de espigas, en una actitud igualmente serena, una figura madura que refleja la seguridad de la experiencia, del ciclo vital que representa. |      |